# 深圳设计周
深圳设计周（英语: Shenzhen Design Week, SZDW）是中国深圳市一年一度的设计展会，2017年始办。展会由深圳市人民政府主办、多部门和组织承办。展出深圳和海内外工业设计、建筑设计、时装设计、家居设计等。

## 历年主题
- 面向未来的设计，2017
- 设计的可能，2018
- 设计可持续，2019
- 世界设计 深圳动能——深圳‘设计之都’15周年，2023
- 设计让生活更美好，2024[3]